# Wezel (Belgique)
Pour les articles homonymes, voir Wezel.
Wezel est un village situé sur le territoire des communes de Mol et de Balen dans la région de Campine dans la Province d'Anvers. On parle de Mol-Wezel et de  Balen-Wezel. La petite localité est principalement connue pour l'entreprise « Nyrstar » et le Parc récréatif du Keiheuvel situé dans un domaine naturel homonyme. On y trouve également un petit aérodrome où des baptêmes de l'air sont possibles. Le « Keiheuvel » est le théâtre d'une compétition annuel de Moto-cross.
Au 31 décembre 2010, la section de Mol-Wezel recense 2 700 habitants pour 2 113 à celle de Balen-Wezel, en décembre 2007.

## Histoire
Durant le Moyen Âge, avant l'an 1300, il existe une Wezelse Hoeve (Ferme de Wezel), qui est une possession du Prieuré de Postel. Vers 1500, l'endroit tombe sous la gestion de Mol. Durant le XVIe siècle, le bien est scindé en deux entités. Avant 1725, est fondée la Nieuwe Hoeve (nouvelle ferme) puis dans le courant du 18e apparait la Rauwis Hoeve (ferme de Rauwis).
Le développement important du village actuel se produit à la fin du XIXe siècle, quand la fabrique de zinc « Vieille Montagne » (de nos jours Nyrstar) est ouverte en 1899, aux limites des communes de Mol et de Balen. Cette entreprise construit un quartier ouvrier sur le territoire de Balen et un quartier "pour les employés" sur le territoire de Mol. Du point de vue religieux, le village dépend de la paroisse de Rauw. En 1990, Wezel constitue une paroisse à pat entière parce que l'église de Rauw est trop grande pour la majorité des habitants. « Vieille Montagne » réclame que l'église soit bâtie dans le quartier des employés sur le territoire de Mol, mais que la propriété soit pour Balen, afin que cette commune prennent à son compte sa part des frais. Jusqu'à nos jours, cette situation perdure, les deux communes participent aux frais d'entretien de l'église.
Après la Première Guerre mondiale, l'entreprise « Vieille Montagne » demande que le village de Wezel deviennent indépendant des deux communes de Mol et de Balen, mais cette requête est refusée.
Une deuxième usine, « La Forcite », a ouvert ses portes en 1881. Elle fabrique des explosifs. En 1920, elle est rachetée par les « Poudreries Réunies de Belgique » (PRB). Lorsque la Belgique est envahie en 1940, l'entreprise arrête ses activités. Elle se scinde en deux départements: un fabricant du TNT et l'autre de la dynamite. Celle-ci se retrouve sous commandement militaire allemand. Alors que les activités doivent reprendre la « section TNT » est détruite par une violente explosion qui cause la mort de 50 personnes. Après la Libération, l'entreprise reprend ses activités et se lance dans la production de pesticides sous le nom de « Omnichem ».
En mai 1975, une catastrophe touche l'entreprise. Quatre wagons chargés de 70 tonnes de TNT explosent, causant d'énormes dégâts et faisant de nombreux blessées. Plusieurs ouvriers détachent les autres wagons et les poussent au péril de leur vie. ils évitent une plus grande catastrophe. Les « Poudreries Réunies de Belgique » font faillite en 1993, après avoir été démilitarisées trois ans plus tôt

## Point remarquable
- L'église St-Joseph (1904) que l'on doit à l'architecte Jules Taeymans.

## Nature et paysage
Wezele est situé sur le canal de Beverlo.  La   Nèthe coule au Sud du village dans le Domaine récréatif provincial  de 60 ha « De Keilheuvel ». Il est voisin du domaine « De Most » composé de 240 ha de bois, prés et de zones plus humides où passe la Grande Nèthe. Plusieurs variétés d'oiseaux y vivent.

## Sports
- K. FC Wezel Sport, club de football, fondé par les travailleurs de l'usine « Vieille Montagne », affilié à l'URBSFA qui a évolué pendant 50 saisons dans les séries nationales, dont une en Division 2.

## Personnalités liées à Wezel
- Micheline de Bellefroid (1927-2008) est une figure importante de la reliure d'art belge.